# Шищиці (Келецький повіт)
Шищиці (пол. Szyszczyce) — село в Польщі, у гміні Хмельник Келецького повіту Свентокшиського воєводства.
Населення — 269 осіб (2011).
У 1975-1998 роках село належало до Келецького воєводства.

## Демографія
Демографічна структура на день 31 березня 2011 року:
|          | Загалом | Допрацездатний вік | Працездатний вік | Постпрацездатний вік |
| -------- | ------- | ------------------ | ---------------- | -------------------- |
| Чоловіки | 134     | 38                 | 84               | 12                   |
| Жінки    | 135     | 32                 | 74               | 29                   |
| Разом    | 269     | 70                 | 158              | 41                   |